# Circolo del Remo e della Vela Italia
Il Circolo del Remo e della Vela Italia (meglio noto come CRV Italia) è il più antico circolo nautico napoletano ed uno dei più antichi e prestigiosi fra quelli italiani. La sede del circolo si trova nel centro della città, presso la Banchina Santa Lucia.

## Storia
Le sue origini si devono far risalire al 20 novembre 1889, cioè alla fondazione del Canottieri Italia nel Palazzo della Panatica, la cui attività principale era quella del remo. La vittoria nel primo campionato italiano di canottaggio, nel 1896, rappresentò l'inizio di una lunga serie di successi per i suoi colori, già a quell'epoca rosso-blu. Da allora moltissimi atleti cresciuti presso l'Italia sono stati convocati ed inseriti negli equipaggi federali che hanno gareggiato (e molto spesso vinto medaglie) a regate internazionali, europei, mondiali ed olimpiadi. Il circolo è famoso anche perché mette in palio uno dei più antichi trofei di canottaggio d'Europa: la Coppa Lysistrata, donata al sodalizio dal magnate americano James Gordon Bennett jr. nel 1909 per ringraziare i soci dell'ospitalità offerta al suo piroscafo Lysistrata.
Nel 1913 nacque anche la sezione vela che a partire dalla seconda metà degli anni trenta avrebbe iniziato ad imporsi a tutti i livelli. Nel 1946 l'Italia si fuse col Circolo Partenopeo della Vela, assumendo l'attuale denominazione e rinforzandosi nel settore velistico, come dimostra l'albo d'oro, che vede incrementare di molto i successi in quel ramo sportivo negli anni successivi alla fusione, fino alla conquista della medaglia di bronzo nella classe Stelle alle XIX olimpiadi di Città del Messico, grazie all'equipaggio formato da Franco Cavallo e Camillo Gargano.
È stato anche tra i pionieri del calcio italiano, una sua squadra nel 1896 sfidò una rappresentativa degli altri circoli nautici partenopei.

## Soci insigni e benemerenze
Fra i soci del circolo che si sono particolarmente distinti a livello agonistico tocca segnalare: il socio Aldo Migliaccio, skipper di Victory I-83, 12 metri campione del mondo nel 1984 con i colori dello Yacht Club Italiano, circolo gemellato all'Italia; il socio benemerito Francesco de Angelis, timoniere vittorioso nella One Ton Cup (due volte, a Napoli nell‘89 e Copenaghen nell‘92), nella Sardinia Cup (a Porto Cervo nel ‘90 e ‘96), nel campionato del mondo classe ILC 40 (a Klintholm Havn nel ‘95 e ad Atene nel ‘96), nella prestigiosa Admiral's Cup (a Cowes nel ‘95), e nella regata del Fastnet (ancora a Cowes nel ‘97). Sempre de Angelis ed il consocio Lars Borgström hanno fatto parte, come timoniere e scottista rispettivamente, dell'equipaggio di Luna Rossa, che nel 2000 ha vinto la Louis Vuitton Cup ed ha gareggiato per la America's Cup.
Anche l'attuale presidente del circolo, Roberto Mottola di Amato, si è distinto a livello agonistico in gioventù: campione del mondo nella classe Tempest ad Association Island nel 1976, è stato componente degli equipaggi olimpici nella classe Soling (a Monaco nel '72) e nella classe Tempest (a Montréal nel '76).
Fra i riconoscimenti ottenuti dal circolo vi sono anche le onorificenze attribuitegli dal CONI: la Stella d'oro al merito sportivo, nel 1969, ed il Collare d'oro, nel dicembre 2008.